# 长柱灯心草
长柱灯心草（学名：Juncus przewalskii）是灯心草科灯心草属的植物，为中国的特有植物。分布于中国大陆的甘肃、陕西、云南、青海、四川等地，生长于海拔2,000米至4,000米的地区，见于高山潮湿草地，目前尚未由人工引种栽培。

## 变种
苍白灯心草（学名：Juncus przewalskii var. discolor）是灯心草科灯心草属长柱灯心草的变种。分布在中国大陆的云南、西藏等地，生长于海拔2,900米的地区，见于山坡路旁。